# Mamadou Doucouré
Mamadou Doucouré (* 21. Mai 1998 in Dakar, Senegal) ist ein französisch-senegalesischer Fußballspieler.

## Karriere

### Verein
Doucouré begann seine Fußballkarriere 2006 beim Paris FC und wechselte 2011 in die Jugendmannschaften von Paris Saint-Germain. Ab 2015 kam er – ohne Profivertrag – ausschließlich bei der Zweitvertretung sowie gelegentlich weiterhin für die U19 zum Einsatz. 2016 stand er mit der A-Jugend von PSG im Finale der UEFA Youth League 2015/16, das mit 1:2 gegen die U19 des FC Chelsea verloren wurde. Im April 2016 stand er bei der Profimannschaft bei einem Ligue-1-Spiel im Spieltagskader, wurde vom Cheftrainer Laurent Blanc jedoch nicht eingewechselt. An Doucouré bekundeten der FC Arsenal und der FC Liverpool Interesse. Paris Saint-Germain bot ihm einen langfristigen Vertrag an, der ihm zudem Handgeld sichern sollte.
Zur Saison 2016/17 wechselte der Verteidiger zum Bundesligisten Borussia Mönchengladbach. Der Gladbacher Sportdirektor Max Eberl hatte sich die Zusage von Doucouré gesichert, jedoch musste mit der Vertragsunterschrift bis zu dessen 18. Geburtstag gewartet werden. Anfang Oktober 2016 zog sich Doucouré einen Muskelbündelriss zu und fiel bis zum Ende des Jahres aus. Nach seiner Rückkehr war der Abwehrspieler ab November 2018 sporadisch für die Regionalligamannschaft aktiv. Am 31. Mai 2020 – vier Jahre nach seiner Verpflichtung – gab er nach mehreren weiteren Verletzungen beim 4:1-Heimsieg gegen den 1. FC Union Berlin sein Debüt in der Bundesliga für die Profimannschaft, als er kurz vor Schluss für Florian Neuhaus eingewechselt wurde. Im April 2021 zog er sich im Training einen Achillessehnenriss zu. Aufgrund der vielen Verletzungen konnte Doucouré in seinen fünf Jahren bei Mönchengladbach gerade einmal zwei Spiele für die erste Mannschaft absolvieren.
In der Saison 2023/24 war Doucouré ausschließlich im Kader der zweiten Mannschaft gelistet. Nach der Saison endete sein Vertrag bei der Borussia.

### Nationalmannschaft
Doucouré debütierte 2013 für die französische U16-Nationalmannschaft, für die er insgesamt sechs Spiele bestritt. Darüber hinaus absolvierte er 15 Spiele für die französische U17- und elf Spiele für die französische U18-Nationalmannschaft. Mit der U17-Nationalmannschaft gewann er 2015 die Europameisterschaft.

## Erfolge
- U17-Europameister: 2015

## Spielweise
Doucouré ist 1,84 Meter groß, gilt als technisch beschlagen und kann mit seinem linken Fuß, der als stark beschrieben wird, das Spiel aus der Defensive aufbauen. Für sein Alter sind Stellungsspiel und Spielverständnis hochentwickelt. Des Weiteren wird ihm eine gute Spielintelligenz zugeschrieben.